# Hermann Traut
Hermann Traut (* 1. März 1866 in Altenkirchen (Westerwald); † 27. Oktober 1931 in Frankfurt am Main) war ein deutscher Bibliothekar und Historiker.

## Leben
Traut besuchte die Gymnasien in Limburg a.d.L. und in Wiesbaden. Er studierte Geschichte und Geographie in Bonn und machte schon während des Studiums Bekanntschaft mit dem Direktor der Universitätsbibliothek Bonn Carl Schaarschmidt. Traut setzte sein Studium in Berlin fort, wo er Friedrich Althoff kennenlernte.
1892 wurde er promoviert und ab 1893 war er wissenschaftlicher Hilfsarbeiter in der Stadtbibliothek Frankfurt a. M. 1901 wurde er dort Bibliothekar, zehn Jahre später erhielt er den Titel Professor. In seiner Dienstzeit wurde der Lesesaal der Bibliothek neu zusammengestellt und neue gedruckte Verzeichnisse herausgegeben. Von 1924 bis 1927 leitete er die Stadtbibliothek als stellvertretender Direktor. Am 1. Mai 1931 trat er aus gesundheitlichen Gründen in den Ruhestand.
Traut publizierte hauptsächlich zu Frankfurter Bibliotheksangelegenheiten und zur Geschichte Frankfurts. Er war Vorsitzender und später Ehrenvorsitzender des Vereins für Geographie und Statistik, außerdem  gehörte er dem Verwaltungsrat des Freien Deutschen Hochstifts an. Zusammen mit dem Ethnologen Bernhard Hagen organisierte er die Sunda-Expedition des Vereins für Geographie und Statistik.

## Veröffentlichungen (Auswahl)
- Kurfürst Joachim II. von Brandenburg und der Türkenfeldzug vom Jahre 1542, Gummersbach: Luyken 1892 (Berlin, Univ., Diss., 1892).
- Der Römer und die neuen Rathausbauten in Frankfurt am Main, Frankfurt a. M.: Knauer 1908.
- Königin Luise und Frankfurt. In: Alt-Frankfurt, Bd. 1 (1909), 4, S. 101–105.
- Die Überfahrt am Gutleuthof vor dem Reichskammergericht: eine Episode aus dem Rechtsleben des alten Reiches. In: Alt-Frankfurt, Bd. 3 (1911), 1, S. 6–14.
- Dr. Adolf von Glauburg und seine Bibliothek. In: Festgabe für Friedrich Clemens Ebrard: zur Vollendung seines 70. Lebensjahres am 26. 6. 1920, Frankfurt a. M. 1920, S. 1–34.
- Zwei Briefe Robert Blums aus der Zeit der Deutschen Bewegung von 1847/48, In: Alt-Frankfurt, 1928, 3, S. 39–41.
- Aus den Zeiten der Reaktion in Deutschland. In: Alt-Frankfurt, Bd. 2 (1929), 7, S. 77–81.
- Louis Liebmann, 2. Januar 1863 bis 18. Mai 1929 [Nachruf]. In: Alt-Frankfurt, Bd. 2 (1929), 7, S. 88.
- Briefe eines deutschen Burschenschafters aus Amerika 1848. In: Alt-Frankfurt, Bd. 2 (1929), 9, S. 120–122.
- Die Archive des vormaligen Deutschen Bundes und der Deutschen konstituierenden Nationalversammlung und ihre Übergabe an die Stadt Frankfurt a.M. im Jahre 1867. In: Archiv für Frankfurts Geschichte und Kunst, Bd. 4.F. (1929), 2, S. 204–219.
- Friedrich Clemens Ebrard. In: Alt-Frankfurt, Bd. 3 (1930), 6, S. 62–63.
- Gustav Adolf und Frankfurt a. M. In: Archiv für Frankfurts Geschichte und Kunst, Bd. 4.F. (1933), 4, S. 13–48.